# Гиндич, Василий Иванович
Василий Иванович Ги́ндич (1915 — 2008) — советский химик, разработчик порохов, дважды лауреат Государственной премии СССР.

## Биография
В 1942—1947 годы работал на оборонном предприятии в Молотове.
С 1947 — в НИИ химических продуктов (Казань): начальник лаборатории (1957), главный инженер (1967), начальник отделения (1975—1977), главный специалист (1985—2001).
Автор более 20 изобретений. Разработал непрерывную технологию производства крупнозернистых порохов.
Сочинения
- Производство нитратов целлюлозы. Технология и оборудование. / В. И. Гиндич, Л. В. Забелин, Г. Н. Марченко — М.: ЦНИИНТИ, 1984. — 360 с.
- В. И. Гиндич. Технологическое оборудование производства пироксилиновых порохов. 4.1. Учеб., VI: ЦПИИНТИ, 1971. — 208с.
- Технология пироксилиновых порохов: монография /В. И. Гиндич. Казань, 1995

## Признание
- Сталинская премия первой степени (1951) — за коренное улучшение технологии производства.
- Государственная премия СССР (1976) — за работу в области химической технологии.
- орден «Знак Почёта»
- медали